# Леончук Георгій Ігорович
Георгій Ігорович Леончук (24 травня 1974, Потсдам, Німеччина) — український яхтсмен, призер Олімпійських ігор, заслужений майстер спорту.

## Життєпис
Георгій Леончук тренувався в Києві в спортивному клубі Збройних Сил України.
Олімпійську медаль він виборов на афінській Олімпіаді в класі 49 в парі з Родіоном Лукою.
Займається вітрильним спортом з 1983 року.
У 1988 року був переможцем першості УРСР, СРСР і багатьох всесоюзних регат серед юнаків.
З 1989 року — член молодіжної збірної СРСР.
З 1992 року член основної збірної України.
1995 року закінчив Університет фізичної культури та спорту за спеціальністю «менеджмент олімпійського й професійного спорту».
- 2000 срібний призер Кільскої регати, переможець відкритого чемпіонату Австралії, бронзовий призер чемпіонату Європи, бронзовий призер Гран-прі Європи, учасник Олімпійських ігор
- 2001 срібний призер Кільскої регати, переможець СПА регати, бронзовий призер Чемпіонату світу
- 2003 переможець Йерскої регати, бронзовий призер Чемпіонату світу,
- 2004 срібний призер Олімпійських ігор
- 2005 Чемпіон світу, переможець гран-прі Volvo champions race
- 2006 срібний призер всесвітніх ігор ІСАФ
- 2008 учасник Олімпійських ігор

Нагороджений орденом III ступеня «за заслуги» перед Українським народом.